# Polina Wjatscheslawowna Jazenko
Polina Wjatscheslawowna Jazenko (russisch Полина Вячеславовна Яценко; * 10. Dezember 2003) ist eine russische Tennisspielerin.

## Karriere
Jazenko begann mit vier Jahren das Tennisspielen und bevorzugt Sandplätze. Sie spielt bislang hauptsächlich Turniere der ITF Junior Tour und der ITF Women’s World Tennis Tour, wo sie bisher je sieben Titel im Einzel und Doppel gewinnen konnte.
2020 trat sie bei den French Open in den beiden Juniorinnenwettbewerben an, verlor aber sowohl im Juniorinneneinzel als auch im Juniorinnendoppel bereits in der ersten Runde.
2021 erreichte sie bei den French Open im Juniorinneneinzel mit Siegen über Maëlie Monfils und Matilda Mutavdzic das Viertelfinale, wo sie dann Mara Guth mit 1:6 und 2:6 unterlag. Im Juniorinnendoppel konnte sie mit Partnerin Sabina Sejnalowa ebenfalls das Achtelfinale erreichen. In Wimbledon schied sie sowohl im Juniorinneneinzel als auch mit Partnerin Petra Marčinko im Juniorinnendoppel bereits in der ersten Runde aus.
2022 gewann Jazenko drei Titel im Einzel und einen im Doppel auf der Erwachsenen-Tour.

## Turniersiege

### Einzel
| Nr. | Datum              | Turnier             | Kategorie | Belag     | Finalgegnerin          | Ergebnis         |
| --- | ------------------ | ------------------- | --------- | --------- | ---------------------- | ---------------- |
| 1.  | 6. März 2022       | Scharm asch-Schaich | ITF W15   | Hartplatz | Darja Schauha          | ohne Spiel       |
| 2.  | 18. September 2022 | Scharm asch-Schaich | ITF W15   | Hartplatz | Jacqueline Cabaj Awad  | 7:66, 6:2        |
| 3.  | 9. Oktober 2022    | Scharm asch-Schaich | ITF W15   | Hartplatz | Vivian Yang            | 6:1, 6:1         |
| 4.  | 26. März 2023      | Scharm asch-Schaich | ITF W15   | Hartplatz | Katarína Kužmová       | 6:4, 6:2         |
| 5.  | 2. April 2023      | Scharm asch-Schaich | ITF W15   | Hartplatz | Emilie Lindh Gallagher | 6:2, 2:2 Aufgabe |
| 6.  | 6. August 2023     | Astana              | ITF W25   | Hartplatz | Aljona Falej           | 6:3, 6:3         |
| 7.  | 20. April 2025     | Scharm asch-Schaich | ITF W35   | Hartplatz | Viktória Hrunčáková    | 6:2, 6:2         |

### Doppel
| Nr. | Datum             | Turnier             | Kategorie | Belag     | Partnerin           | Finalgegnerinnen                                     | Ergebnis          |
| --- | ----------------- | ------------------- | --------- | --------- | ------------------- | ---------------------------------------------------- | ----------------- |
| 1.  | 19. November 2022 | Scharm asch-Schaich | ITF W25   | Hartplatz | Alina Kornejewa     | Jenny Dürst Park So-hyun                             | 6:1, 6:71, [10:5] |
| 2.  | 4. März 2023      | Scharm asch-Schaich | Hartplatz | ITF W15   | Sandra Samir        | Back Da-yeon Jeong Bo-young                          | 6:4, 7:5          |
| 3.  | 19. März 2023     | Scharm asch-Schaich | ITF W15   | Hartplatz | Katarína Kužmová    | Pauline Courcoux Camille Moga                        | 6:4, 6:0          |
| 4.  | 8. April 2023     | Scharm asch-Schaich | ITF W15   | Hartplatz | Aljona Falej        | Jewgenija Burdina Jekaterina Wladimirowna Schalimowa | 6:4, 7:5          |
| 5.  | 2. Dezember 2023  | Limassol            | ITF W25   | Hartplatz | Anastassija Gurjewa | Katy Dunne Leonie Küng                               | kampflos          |
| 6.  | 7. Dezember 2024  | Scharm asch-Schaich | ITF W35   | Hartplatz | Katarína Kužmová    | Kamilla Bartone Andreea Prisăcariu                   | 6:4, 6:4          |
| 7.  | 7. Juni 2025      | Montemor-o-Novo     | ITF W50   | Hartplatz | Aljona Falej        | Iveta Dapkutė Weronika Ewald                         | 6:3, 7:5          |